# Franck Silvestre
Franck Silvestre (ur. 5 kwietnia 1967 w Paryżu) – piłkarz francuski grający na pozycji środkowego obrońcy.

## Kariera klubowa
Silvestre wychował się w klubie FC Sochaux-Montbéliard. W 1985 roku awansował do kadry pierwszego zespołu, a 27 września zadebiutował w Ligue 1 w przegranym 1:4 wyjazdowym spotkaniu z Paris Saint-Germain. W 1987 roku spadł z Sochaux do drugiej ligi, jednak już w sezonie 1988/1989 ponownie występował we francuskiej ekstraklasie. W 1988 roku dotarł też do finału Pucharu Francji. W sezonie 1989/1990 zaliczył debiut w europejskich pucharach, a konkretnie w Pucharze UEFA. W Sochaux występował do 1993 roku i rozegrał 240 spotkań ligowych oraz zdobył 14 goli.
Latem 1993 roku Silvestre zmienił barwy klubowe i odszedł do innej pierwszoligowej drużyny, AJ Auxerre, prowadzonej wówczas przez trenera Guya Rouxa. W Auxerre, podobnie jak w Sochaux, był podstawowym obrońcą. Już w 1994 roku zdobył swój pierwszy Puchar Francji w karierze, a w sezonie 1995/1996 wywalczył z Auxerre dublet - mistrzostwo oraz kolejny krajowy puchar. W Auxerre grał do 1998 roku i wystąpił 160 meczach strzelając 5 bramek.
Latem 1998 roku Silvestre przeszedł do Montpellier HSC. W 2000 roku zaliczył z Montpellier spadek do Ligue 2, a w 2001 wspomógł zespół w powrocie do pierwszej ligi. W trakcie sezonu 2002/2003 Franck odszedł z klubu i na pół roku trafił do Bastii.
Latem 2003 Silvestre wyjechał do austriackiego Sturmu Graz. W Sturmie grał przez trzy lata, jednak nie osiągnął większych sukcesów i na początku 2006 roku wrócił do Francji. Przez pół sezonu grał w drugoligowym FC Sète i następnie zakończył piłkarską karierę.
| Sezon   | Klub                   | Kraj    | Rozgrywki  | Mecze | Bramki |
| ------- | ---------------------- | ------- | ---------- | ----- | ------ |
| 1985/86 | FC Sochaux-Montbéliard | Francja | Ligue 1    | 17    | 1      |
| 1986/87 | FC Sochaux-Montbéliard | Francja | Ligue 1    | 21    | 2      |
| 1987/88 | FC Sochaux-Montbéliard | Francja | Ligue 2    | 32    | 3      |
| 1988/89 | FC Sochaux-Montbéliard | Francja | Ligue 1    | 34    | 2      |
| 1989/90 | FC Sochaux-Montbéliard | Francja | Ligue 1    | 34    | 1      |
| 1990/91 | FC Sochaux-Montbéliard | Francja | Ligue 1    | 34    | 0      |
| 1991/92 | FC Sochaux-Montbéliard | Francja | Ligue 1    | 34    | 3      |
| 1992/93 | FC Sochaux-Montbéliard | Francja | Ligue 1    | 34    | 2      |
| 1993/94 | AJ Auxerre             | Francja | Ligue 1    | 36    | 0      |
| 1994/95 | AJ Auxerre             | Francja | Ligue 1    | 33    | 2      |
| 1995/96 | AJ Auxerre             | Francja | Ligue 1    | 37    | 1      |
| 1996/97 | AJ Auxerre             | Francja | Ligue 1    | 25    | 1      |
| 1997/98 | AJ Auxerre             | Francja | Ligue 1    | 29    | 1      |
| 1998/99 | Montpellier HSC        | Francja | Ligue 1    | 33    | 7      |
| 1999/00 | Montpellier HSC        | Francja | Ligue 1    | 31    | 4      |
| 2000/01 | Montpellier HSC        | Francja | Ligue 2    | 33    | 9      |
| 2001/02 | Montpellier HSC        | Francja | Ligue 1    | 20    | 1      |
| 2002/03 | Montpellier HSC        | Francja | Ligue 1    | 17    | 3      |
| 2002/03 | SC Bastia              | Francja | Ligue 1    | 16    | 2      |
| 2003/04 | Sturm Graz             | Austria | Bundesliga | 26    | 2      |
| 2004/05 | Sturm Graz             | Austria | Bundesliga | 28    | 1      |
| 2005/06 | Sturm Graz             | Austria | Bundesliga | 21    | 1      |
| 2005/06 | FC Sète                | Francja | Ligue 2    | 13    | 0      |

## Kariera reprezentacyjna
W 1988 roku Silvestre wraz z reprezentacją Francji U-21 wywalczył mistrzostwo Europy na Mistrzostwach Europy U-21 1988. W 1989 roku został po raz pierwszy powołany do pierwszej reprezentacji Francji przez selekcjonera Michela Platiniego. W niej zadebiutował 7 lutego tamtego roku przeciwko Irlandii (0:0). W 1992 roku znalazł się w kadrze Platiniego na Euro 92, jednak był tam rezerwowym i nie wystąpił w żadnym spotkaniu. W latach 1989–1992 rozegrał łącznie 11 meczów w drużynie narodowej Francji.